# San Rafael de Laya (paroisse civile)
Pour les articles homonymes, voir San Rafael et Laya.
San Rafael de Laya est l'une des deux paroisses civiles de la municipalité de José Félix Ribas dans l'État de Guárico au Venezuela. Sa capitale est San Rafael de Laya.

## Géographie

### Démographie
Hormis sa capitale San Rafael de Laya, la paroisse civile comporte plusieurs localités, parmi lesquelles :
- Aguada del Muerto
- El Caro
- La Aguadita
- La Estrella
- La Mora
- San Rafael de Laya